# آی‌دی‌اکس-۱۸۴
آی‌دی‌اکس-۱۸۴ (انگلیسی: IDX-184)  یک داروی ضد ویروسی است که به عنوان درمانی برای هپاتیت ث ساخته شده است و به عنوان یک مهارکننده RNA پلیمراز NS5B عمل می‌کند. اگرچه در کارآزمایی‌های بالینی اولیه اثربخشی معقولی را نشان داد، از فاز IIb گذشت. با این حال، پژوهش‌ها با استفاده از این دارو ادامه یافته است زیرا فعالیت بالقوه مفیدی را در برابر سایر بیماری‌های ویروسی نوپدید مانند ویروس زیکا و ویروس‌های کرونا از جمله MERS و SARS-CoV-2 نشان می‌دهد.